# Синдаловский, Наум Александрович
Нау́м Алекса́ндрович Синдаловский (6 ноября 1935, Ленинград — 29 марта 2021, Санкт-Петербург) — российский писатель-историк, краевед.

## Биография
Родился в 1935 году в Ленинграде, в семье железнодорожного рабочего (слесаря) Александра Львовича Синдаловского (1906—1944), уроженца Насвы, погибшего на Ленинградском фронте в 1944 году. До войны семья жила в Павловске, во время войны с матерью Яхной Герцевной Сандаловской (урождённая Филановская), младшим братом Семёном (1937) и семьёй матери находился в эвакуации в Кишертском районе Пермской области.
Работал инженером, читал лекции в обществе «Знание».
Умер в 2021 году. Похоронен в Пушкине под Санкт-Петербургом, на Казанском кладбище.

## Деятельность
Исследователь петербургского городского фольклора. Автор более 30 книг по истории Петербурга: «Легенды и мифы Санкт-Петербурга», «История Санкт-Петербурга в преданиях и легендах», «Петербург: От дома к дому. От легенды к легенде», «Петербургский фольклор». Автор поэтических сборников «Время и место» (2017) и «Между небом и землей» (2019). Постоянный автор «Невы», лауреат премии журнала «Нева» (2009).